# Нильсен, Бригитта
Бриги́тта Ни́льсен, урождённая Гитта Нильсен (дат. Brigitte Nielsen, Gitta Nielsen; род. 15 июля 1963 года, Рёдовре, Дания) — датская актриса, фотомодель и певица. Наиболее известна своей главной ролью в фэнтези «Рыжая Соня», а также замужеством за актёром Сильвестром Сталлоне. За большой рост (184 см) и эффектную внешность Нильсен получила от журналистов прозвище «Амазонка».

## Биография

### Ранние годы
Бригитта Нильсен родилась под именем Гитта Нильсен в городке Рёдовре, расположенном рядом с Копенгагеном. В 16 лет она с согласия родителей оставила школу ради карьеры модели. В 1979 году она переехала сначала во Францию, а затем в Италию, где стала участвовать в показах мод и сниматься для модных журналов. Нильсен работала с ведущими дизайнерами, такими как Джорджо Армани, Джанни Версаче и Джанфранко Ферре, и участвовала в показах мод в Нью-Йорке, Париже, Милане и Берлине.

### Известность

Сталлоне и Нильсен с президентом США, Рональдом Рейганом, и его супругой в 1985 году

В 1984 году продюсер Дино Де Лаурентис увидел Бригитту на обложке журнала мод и, решив, что она — именно тот типаж, который ему нужен, пригласил на главную роль в фэнтезийный боевик «Рыжая Соня», где её партнёром стал Арнольд Шварценеггер. Этот дебютный фильм Бригитты оказался довольно успешным и сразу же сделал её известной. В ходе рекламной кампании картины она познакомилась с другой звездой боевиков, Сильвестром Сталлоне, в 1985 году снялась в роли жены русского боксёра Ивана Драго (его роль исполнил Дольф Лундгрен), главного противника героя Сталлоне в фильме «Рокки 4», а уже 13 декабря того же года Нильсен и Сталлоне поженились в Малибу. В 1986 году они вновь снялись в одном фильме, в боевике «Кобра», где Нильсен играла преследуемую убийцей свидетельницу. После ряда скандалов 13 июля 1987 года пара развелась.
В 1987 году Бригитта снялась в комедийном боевике «Полицейский из Беверли-Хиллз 2» (с Эдди Мёрфи в главной роли) в роли убийцы Карлы Фрай. После этого она вернулась в Италию для работы в крупном телевизионном шоу под названием «Фестиваль». В Европе она начала карьеру певицы, выпустила альбом танцевальной музыки «Every Body Tells A Story» и поп-сингл «Body Next To Body» в дуэте с известным австрийским музыкантом Фалько (Йоханном Хёльцелем). Этот альбом занял 22 строчку хит-парадов в Германии и шестую в Австрии.
В декабре 1987 года Бригитта Нильсен появилась на обложке журнала Playboy, для которого снялась обнажённой.
В конце 1980-х компания Marvel Comics пригласила Бригитту для участия в рекламной фотосессии к будущему фильму о Женщине-Халк, зеленокожей супергероине из комиксов. Бригитта, ранее уже воплощавшая на экране одну из героинь комиксов Marvel, Рыжую Соню, виделась компании оптимальным кандидатом на эту роль, однако дальше фотографий дело не пошло, поскольку инвесторов для проекта найти не удалось и он был закрыт.
В 1992 году она выпустила свой второй альбом «I’m the One… Nobody Else», который особого успеха не имел.

### Закат карьеры
Бригитта вернулась к активным съёмкам, хотя уровень фильмов был уже гораздо ниже по сравнению с её работами в середине 1980-х: приключенческая комедия «Двойной агент», эротический триллер «Страсть на цепи 2», боевик «Миссия справедливости» и другие фильмы, не имевшие большого успеха. В 1990-х Нильсен стала вести ток-шоу на английском языке, широко транслировавшееся в Европе. В нём она продемонстрировала, что в ней есть нечто большее, чем просто красивая внешность.
На итальянском телевидении её приглашали вести самые хитовые шоу, такие как музыкальный фестиваль в Санремо 1992 года Retromarsh (1995—1997) и ..la sai l’ultima? (1999). Также она снялась в 4-х из 5 серий итальянского фильма-сказки «Пещера золотой розы». В 1995 году у Бригитты родился четвёртый сын, Рауль Айртон (названный в память о погибшем годом ранее друге семьи, гонщике Айртоне Сенне). Через некоторое время она рассталась с четвёртым мужем (официально развод был оформлен лишь в 2005 году), стала больше появляться на телевидении (в том числе и американском) и сниматься в кино. В 2000 и 2001 годах Нильсен под сценическим псевдонимом Гитта выпустила два танцевальных альбома «No More Turning Back» и «Everybody’s Turning Back».
В 2003 году стала соведущей Ардита Гьербеа на известном албанском музыкальном фестивале «Kenga Magjike».
В 2004 году Бригитта приняла участие в нескольких реалити-шоу: в первом сезоне итальянской версии шоу «Крот» (The Mole) и в третьем сезоне шоу американского канала VH1 «Нереальная жизнь» (The Surreal Life). На последнем Нильсен флиртовала с рэпером Флэвор Флэвом из группы Public Enemy, а вскоре они подтвердили, что являются парой, несмотря на то, что Бригитта всё ещё была замужем за Раулем Мейером. Шоу имело настолько большой успех, во многом благодаря необычной паре, что в январе 2005 года VH1 запустил его продолжение под названием «Нереальная любовь» (Strange Love), посвящённое исключительно Бригитте и Флэвору. Шоу очень скоро закончилось вместе с отношениями пары.
В 2004 и 2005 годах Нильсен приняла участие в двух версиях реалити-шоу «Большой брат VIP», сначала на датском, а затем и на британском телевидении. Организаторы британского шоу устроили зрителям и Бригитте сюрприз, добавив по ходу шоу в число участников её бывшую свекровь — мать Сильвестра Сталлоне, Джеки.
В 2006 году Нильсен приняла участие в новом реалити-шоу «Нереальная жизнь: Игры знаменитостей», участниками которого стали наиболее полюбившиеся зрителям герои предыдущих сезонов этого шоу.
Согласно Книге рекордов Гиннесса, Бригитта является самой высокой голливудской актрисой, исполнившей главную роль. Она делит этот рекорд с Сигурни Уивер, Марго Хемингуэй и Джиной Дэвис. В Книге Гиннесса указан рост 182 см (6 футов) Согласно другим источникам, рост Нильсен составляет 184 см.

### Личная жизнь
Нильсен пять раз была замужем, имеет пятерых детей.
- Первый муж — Каспер Виндинг, композитор (1983—1984).
  - Сын — Джулиан Виндинг (род. 12.04.1984), музыкант.
- Второй муж — Сильвестр Сталлоне, актёр и режиссёр (1985—1987).
- Сожитель — Марк Гастино[англ.].
  - Сын — Киллиан Маркус Гастино (род. 15.12.1989).
- Третий муж — Себастьян Коупленд, фотограф и режиссёр (1990—1992).
- Четвёртый муж — Рауль Мейер, актёр (1993—2005).
  - Сын — Дуглас Аарон Мейер (род. 19.04.1993).
  - Сын — Рауль Мейер-младший (род. 21.05.1995).
- Пятый муж — Маттиа Десси, бармен (вместе с 2004 года, женаты с 8 июля 2006 года).
  - Дочь — Фрида Десси (род. 22.06.2018)[4].

## Фильмография
| Год  | Название на русском            | Название на языке оригинала | Роль                                             |
| ---- | ------------------------------ | --------------------------- | ------------------------------------------------ |
| 2018 | Крид 2                         | Creed II                    | Людмила Драго                                    |
| 2014 | Наёмницы                       | Mercenaries                 | Ульрика                                          |
| 2000 | Обрекающий на гибель           | Doomsdayer                  | Элизабет Гаст                                    |
| 1998 | Папарацци                      | Paparazzi                   | Миссис Нильсен                                   |
| 1998 | Дылда                          | She’s Too Tall              | Вероника Ламар (также продюсер и автор сценария) |
| 1998 | Катаклизм 2000                 | Hostile Environment         | Минна                                            |
| 1996 | Пещера золотой розы 5          | Fantaghiro 5                | Чёрная ведьма                                    |
| 1996 | Зимняя академия                | Snowboard Academy           | Мими                                             |
| 1995 | Молчун                         | Codename: Silencer          | Сибил                                            |
| 1995 | Загнанный в угол               | Compelling Evidence         | Мишель Стоун                                     |
| 1995 | Смертельная сила               | Galaxis                     | Ладера                                           |
| 1994 | Пещера золотой розы 4          | Fantaghiro 4                | Чёрная ведьма                                    |
| 1993 | Пещера золотой розы 3          | Fantaghiro 3                | Чёрная ведьма                                    |
| 1993 | Страсть на цепи 2              | Chained Heat II             | Магда Кассар                                     |
| 1992 | Пещера золотой розы 2          | Fantaghiro 2                | Чёрная ведьма                                    |
| 1992 | Миссия правосудия              | Mission of Justice          | Рэйчел Ларкин                                    |
| 1992 | Двойной агент                  | The Double 0 Kid            | Ронда                                            |
| 1992 | Телефон дьявола 2              | 976-Evil II                 | Агнес                                            |
| 1989 | Убийство в лунном свете (ТВ)   | Murder By Moonlight         | Мэгги Барток                                     |
| 1988 | Домино                         | Domino                      | Домино                                           |
| 1988 | Прощай, малышка                | Bye Bye Baby                | Лиза                                             |
| 1987 | Полицейский из Беверли-Хиллз 2 | Beverly Hills Cop II        | Карла Фрай                                       |
| 1986 | Кобра                          | Cobra                       | Ингрид                                           |
| 1985 | Рокки 4                        | Rocky IV                    | Людмила Драго                                    |
| 1985 | Рыжая Соня                     | Red Sonja                   | Рыжая Соня                                       |

## Дискография
- 1987 — Body Next To Body (сингл с Фалько)
- 1987 — Every Body Tells A Story (LP)
- 1992 — I Am The One… Nobody Else (LP)
- 2000 — No More Turning Back (LP как Гитта)
- 2001 — Everybody’s Turning Back (LP как Гитта)